# Reprezentacja Arabii Saudyjskiej w piłce wodnej mężczyzn
Reprezentacja Arabii Saudyjskiej w piłce wodnej mężczyzn – zespół, biorący udział w imieniu Arabii Saudyjskiej w meczach i sportowych imprezach międzynarodowych w piłce wodnej, powoływany przez selekcjonera, w którym mogą występować wyłącznie zawodnicy posiadający obywatelstwo saudyjskie. Za jej funkcjonowanie odpowiedzialny jest Saudyjski Związek Pływacki (SASF), który jest członkiem Międzynarodowej Federacji Pływackiej.

## Historia
W 1982 reprezentacja Arabii Saudyjskiej rozegrała swój pierwszy oficjalny mecz na igrzyskach azjatyckich.

## Udział w turniejach międzynarodowych

### Igrzyska olimpijskie
Reprezentacja Arabii Saudyjskiej żadnego razu nie występowała na Igrzyskach Olimpijskich.

### Mistrzostwa świata
Dotychczas reprezentacji Arabii Saudyjskiej żadnego razu nie udało się awansować do finałów MŚ.

### Puchar świata
Arabia Saudyjska żadnego razu nie uczestniczyła w finałach Pucharu świata.

### Igrzyska azjatyckie
Saudyjskiej drużynie 4 razy udało się zakwalifikować na Igrzyska azjatyckie. W 1982 i 2006 zajęła najwyższe 6. miejsce.